# Функција грешке
У математици, функција грешке (такође позната и као Гаусова функција грешке) је неелементарна функција која се јавља у вероватноћи, статистици, и парцијалним диференцијалним једначинама. 
Дефинише се као:
{\displaystyle \operatorname {erf} (x)={\frac {2}{\sqrt {\pi }}}\int _{0}^{x}e^{-t^{2}}\,\mathrm {d} t.}
Комплементарна функција грешке, која се означава као erfc, је дефинисана преко функције грешке:
{\displaystyle {\mbox{erfc}}(x)=1-{\mbox{erf}}(x)={\frac {2}{\sqrt {\pi }}}\int _{x}^{\infty }e^{-t^{2}}\,\mathrm {d} t.}
Комплексна функција грешке, означена као w(x), (позната и као Фадеева функција) је такође дефинисана преко функције грешке:
{\displaystyle w(x)=e^{-x^{2}}{\textrm {erfc}}(-ix).\,\!}

## Својства
Функција грешке је непарна функција:
{\displaystyle \operatorname {erf} (-x)=-\operatorname {erf} (x).}
За сваки комплексан број x важи
{\displaystyle \operatorname {erf} ({\overline {x}})={\overline {\operatorname {erf} (x)}}}
где је {\displaystyle {\overline {x}}} конјуговано комплексна вредност {\displaystyle x}.
Интеграл се не може израчунати у затвореној форми елементарних функција, али развојем подинтегралног дела у Тејлоров ред, добија се Тејлоров ред функције грешке као:
{\displaystyle \operatorname {erf} (x)={\frac {2}{\sqrt {\pi }}}\sum _{n=0}^{\infty }{\frac {(-1)^{n}x^{2n+1}}{n!(2n+1)}}={\frac {2}{\sqrt {\pi }}}\left(x-{\frac {x^{3}}{3}}+{\frac {x^{5}}{10}}-{\frac {x^{7}}{42}}+{\frac {x^{9}}{216}}-\ \cdots \right)}
који важи за сваки реалан број {\displaystyle x}, и такође за целу комплексну раван. (Ово произилази из развоја Тејлоровог реда {\displaystyle e^{-x^{2}}}, што је {\displaystyle \sum _{n=0}^{\infty }{\frac {(-1)^{n}x^{2n}}{n!}}}, који потом интегралимо члан по члан.)
За итеративно израчунавање горњег реда, следећа алтернативна формулација може бити од користи:
{\displaystyle \operatorname {erf} (x)={\frac {2}{\sqrt {\pi }}}\sum _{n=0}^{\infty }\left(x\prod _{i=1}^{n}{\frac {-(2i-1)x^{2}}{i(2i+1)}}\right)={\frac {2}{\sqrt {\pi }}}\sum _{n=0}^{\infty }{\frac {x}{2n+1}}\prod _{i=1}^{n}{\frac {-x^{2}}{i}}}
јер {\displaystyle {\frac {-(2i-1)x^{2}}{i(2i+1)}}} претвара чинилац из {\displaystyle i}-тог члана у {\displaystyle (i+1)}. члан (под претпоставком да први члан означавамо као {\displaystyle x}).
Функција грешке у бесконачности има вредност 1 (погледати Гаусов интеграл).
Извод функције грешке следи директно из њене дефиниције:
{\displaystyle {\frac {d}{dx}}\,\mathrm {erf} (x)={\frac {2}{\sqrt {\pi }}}\,e^{-x^{2}}.}
Инверзна функција грешке има ред 
{\displaystyle \operatorname {erf} ^{-1}(x)=\sum _{k=0}^{\infty }{\frac {c_{k}}{2k+1}}\left({\frac {\sqrt {\pi }}{2}}x\right)^{2k+1},\,\!}
где је , а
{\displaystyle c_{k}=\sum _{m=0}^{k-1}{\frac {c_{m}c_{k-1-m}}{(m+1)(2m+1)}}=\left\{1,1,{\frac {7}{6}},{\frac {127}{90}},\ldots \right\}.}
Тако добијамо развој реда (приметити да су поништени заједнички чиниоци из имениоца и бројиоца):
{\displaystyle \operatorname {erf} ^{-1}(x)={\frac {1}{2}}{\sqrt {\pi }}\left(x+{\frac {\pi x^{3}}{12}}+{\frac {7\pi ^{2}x^{5}}{480}}+{\frac {127\pi ^{3}x^{7}}{40320}}+{\frac {4369\pi ^{4}x^{9}}{5806080}}+{\frac {34807\pi ^{5}x^{11}}{182476800}}+\cdots \right).\,\!}
Вредност функције грешке у {\displaystyle \pm \infty } је једнака {\displaystyle \pm 1}.

## Примене
Када се резултати више мерења опишу нормалном расподелом са стандардном девијацијом {\displaystyle \sigma } и очекиваном вредношћу 0, онда је {\displaystyle \operatorname {erf} \,\left(\,{\frac {a}{\sigma {\sqrt {2}}}}\,\right)} вероватноћа да грешка једног мерења лежи између {\displaystyle -a} и {\displaystyle +a}.
У дигиталним оптичким телекомуникацијама, однос бит-грешка се изражава као:
{\displaystyle \mathrm {BER} =0.5\,\operatorname {erf} \left({\frac {\mu _{1}-\mu _{2}}{{\sqrt {2}}\left(\sigma _{1}+\sigma _{2}\right)}}\right).}

## Асимптототски развој
Корисни асимптотски развој комплементарне функције грешке (а самим тим и функције грешке) за велико x је
{\displaystyle \mathrm {erfc} (x)={\frac {e^{-x^{2}}}{x{\sqrt {\pi }}}}\left[1+\sum _{n=1}^{\infty }(-1)^{n}{\frac {1\cdot 3\cdot 5\cdots (2n-1)}{(2x^{2})^{n}}}\right]={\frac {e^{-x^{2}}}{x{\sqrt {\pi }}}}\sum _{n=0}^{\infty }(-1)^{n}{\frac {(2n)!}{n!(2x)^{2n}}}.\,}
Овај ред дивергира за свако коначно x. Практично, само првих пар чланова овог развоја је потребно да се израчуна добра апроксимација erfc(x), док Тејлоров ред дат изнад конвергира јако споро.
Још једна апроксимација је дата са
{\displaystyle (\operatorname {erf} (x))^{2}\approx 1-\exp \left(-x^{2}{\frac {4/\pi +ax^{2}}{1+ax^{2}}}\right)}
где је
{\displaystyle a={\frac {-8}{3\pi }}{\frac {\pi -3}{\pi -4}}.}

## Сродне функције
Функција грешке је суштински идентична стандардној нормалној кумулативној функцији расподеле, означеној као Φ, јер се оне разликују само по скалирању и транслацији:
{\displaystyle \Phi (x)={\frac {1}{2}}\left[1+{\mbox{erf}}\left({\frac {x}{\sqrt {2}}}\right)\right]\,.}

### Генерализована функција грешке
Неки аутори расправљају о општијој функцији
{\displaystyle E_{n}(x)={\frac {n!}{\sqrt {\pi }}}\int _{0}^{x}e^{-t^{n}}\,\mathrm {d} t={\frac {n!}{\sqrt {\pi }}}\sum _{p=0}^{\infty }(-1)^{p}{\frac {x^{np+1}}{(np+1)p!}}\,.}
Случајеви вредни помена су:
- E0(x) је права линија дефинисана као: {\displaystyle E_{0}(x)={\frac {x}{e{\sqrt {\pi }}}}}
- E2(x) је функција грешке, .

После дељења са n!, све  за непарно n изгледају слично (али не и идентично) једна другој. Слично томе,  за парно n изгледају слично (али не и идентично) једна другој после простог дељења са n!. Све генерализоване функције грешке за  изгледају слично за позитивне вредности x на графику.
Ове генерализоване функције се за x>0 могу еквивалентно представити користећи Гама функцију:
{\displaystyle E_{n}(x)={\frac {x\left(x^{n}\right)^{-1/n}\Gamma (n)\left(\Gamma \left({\frac {1}{n}}\right)-\Gamma \left({\frac {1}{n}},x^{n}\right)\right)}{\sqrt {\pi }}},\quad \quad x>0}
Према овоме, можемо дефинисати функцију грешке преко Гама функције:
{\displaystyle \operatorname {erf} (x)=1-{\frac {\Gamma \left({\frac {1}{2}},x^{2}\right)}{\sqrt {\pi }}}}

### Итеративни интеграли комплементарне функције грешке
Итеративни интеграли комплементарне функције грешке су дефинисани преко:
{\displaystyle \mathrm {i} ^{n}\operatorname {erfc} \,(z)=\int _{z}^{\infty }\mathrm {i} ^{n-1}\operatorname {erfc} \,(\zeta )\;\mathrm {d} \zeta .\,}
Оне имају степени ред:
{\displaystyle \mathrm {i} ^{n}\operatorname {erfc} \,(z)=\sum _{j=0}^{\infty }{\frac {(-z)^{j}}{2^{n-j}j!\Gamma \left(1+{\frac {n-j}{2}}\right)}}\,,}
из кога следе својства симетричности
{\displaystyle \mathrm {i} ^{2m}\operatorname {erfc} (-z)=-\mathrm {i} ^{2m}\operatorname {erfc} \,(z)+\sum _{q=0}^{m}{\frac {z^{2q}}{2^{2(m-q)-1}(2q)!(m-q)!}}}
и
{\displaystyle \mathrm {i} ^{2m+1}\operatorname {erfc} (-z)=\mathrm {i} ^{2m+1}\operatorname {erfc} \,(z)+\sum _{q=0}^{m}{\frac {z^{2q+1}}{2^{2(m-q)-1}(2q+1)!(m-q)!}}\,.}

## Имплементација
C/C++: Имплементирана је као функција  и  у заглављу math.h или cmath у ГНУ верзији. Ово није део стандарда и зависи од имплементационе библиотеке. Парови функција -{{erff(),erfcf()}}- и -{{erfl(),erfcl()}}- узимају и враћају типове  и .